# Chianni
Chianni település Olaszországban, Toszkána régióban, Pisa megyében. Lakosainak száma 1309 fő (2023. január 1.). Chianni Casciana Terme Lari, Castellina Marittima, Lajatico, Riparbella, Santa Luce és Terricciola községekkel határos.

## Népesség
A település lakossága az elmúlt években az alábbi módon változott:
| Lakosok száma | 1366 | 1347 | 1309 |
|               | 2017 | 2018 | 2023 |